# こおろぎ橋
こおろぎ橋（こおろぎばし）は、石川県加賀市山中温泉の大聖寺川にかかる橋である。

## 解説
江戸時代に造られた橋と言われ、現在の総檜造りの橋になったのは1941年（昭和16年）とされる。1990年（平成2年）にかつての形や構造をほとんど変えず新たに架け替えた（3代目）。その後、老朽化のため、加賀市は、2019年5月に架け替えに着工し、同年10月12日、架け替え工事が終了。2019年に架け替えされた橋は4代目となる。
山中温泉のシンボル的存在であり、1978年に同名のテレビドラマが樋口可南子主演で放映された。大聖寺川はこの橋から下流へ約1km余りの黒谷橋にかけて鶴仙渓（かくせんけい）と呼ばれる渓谷を作り景勝地として知られる。
名前の由来は落ちると危険なことから「行路危」が転じたという説と昆虫のコオロギが秋に鳴くからによるという説が伝えられてきたが、最近では「清ら木」から転じたとされる。
元禄年間（1688年から1704年まで）には橋が存在したとされるが、元禄2年（1689年ごろ）に山中温泉で長逗留した松尾芭蕉の奥の細道や同行した河合曾良の日記には登場しない。
「漁火（いさりび）に　かじか（河鹿）や波の　下むせび」と松尾芭蕉が詠んだ句碑が橋の傍にある。

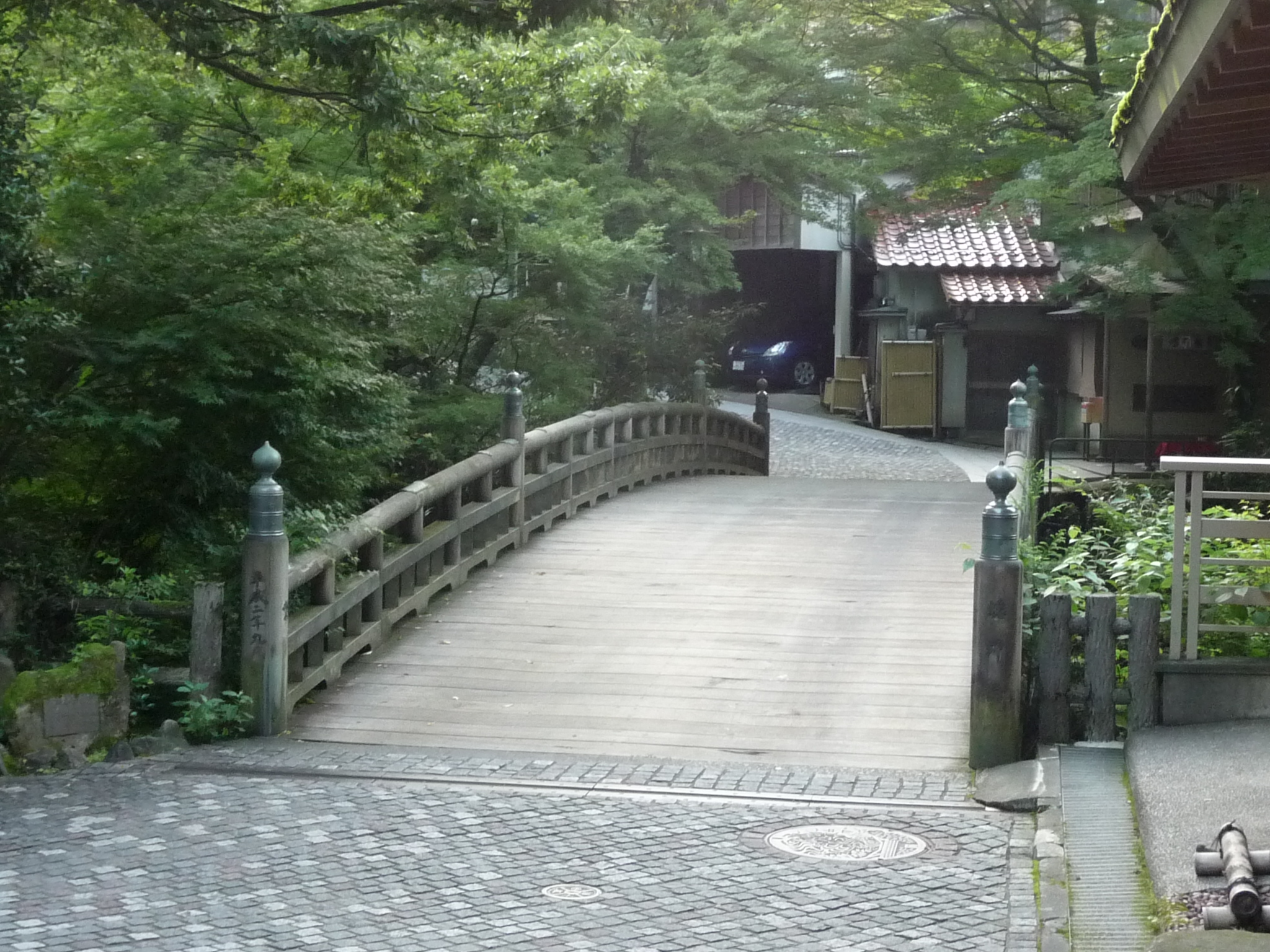
3代目 こおろぎ橋
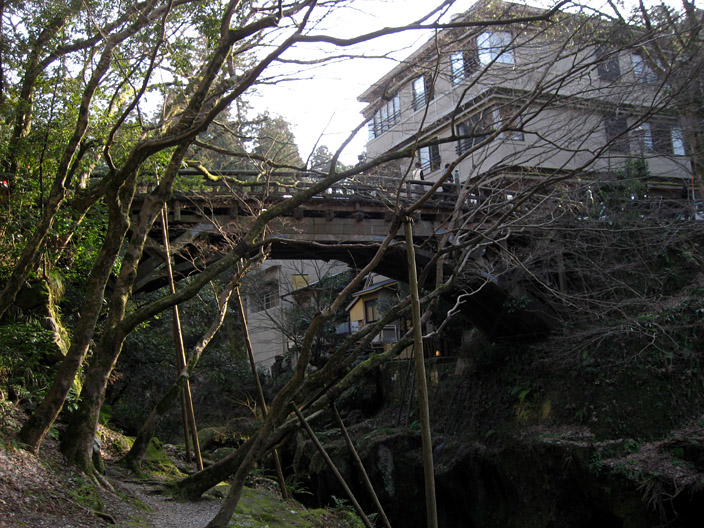
3代目 こおろぎ橋
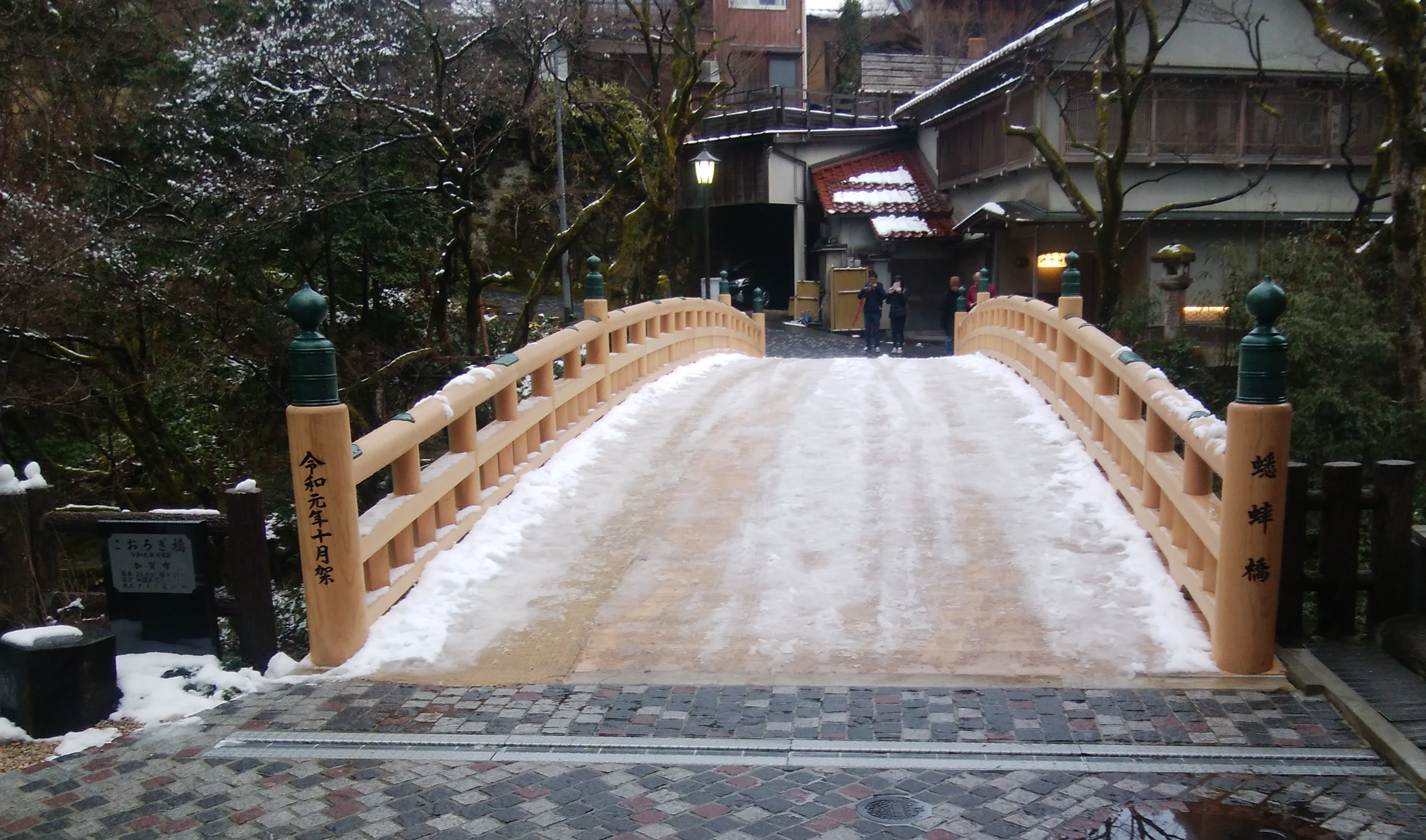
架け替え後のこおろぎ橋（2020年2月）
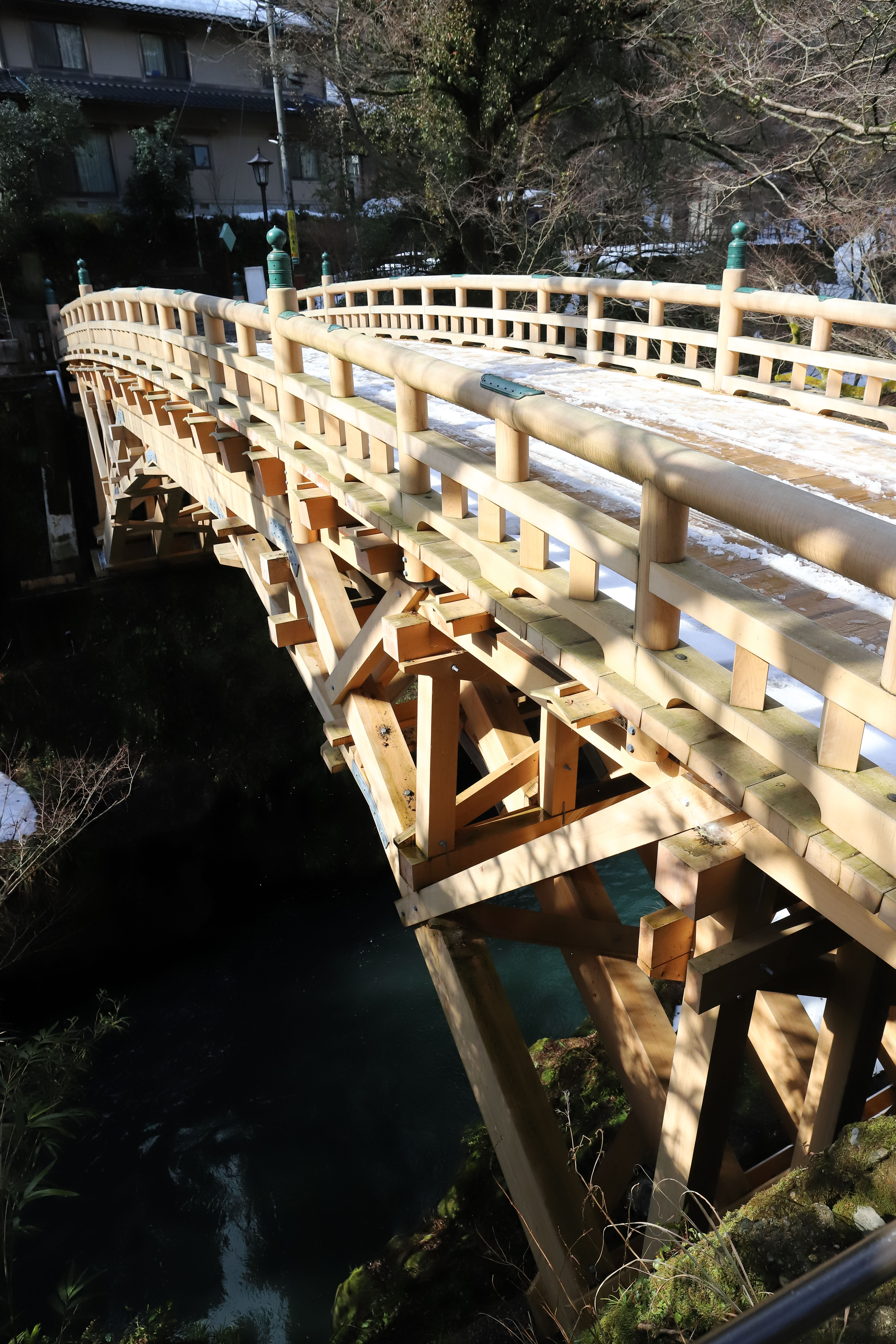
4代目 こおろぎ橋（2021年1月）

## 舞台になったドラマ
- こおろぎ橋（1978年、TBS系ポーラテレビ小説　主演・樋口可南子）

## こおろぎ橋にちなんだ楽曲
- 「こおろぎ橋」 - 丹羽応樹（作詞：門谷憲二 作曲・編曲：丹羽応樹）EP:1978年キングレコード※上記ドラマの主題歌